# Os Quatro da Candelária
Os Quatro da Candelária é uma minissérie de drama biográfico brasileira produzida pela Netflix em parceria com a Jabuti Filmes. É baseada na tragédia da Chacina da Candelária, um notório episódio ocorrido na noite de 23 de julho de 1993, onde oito jovens foram assassinados nos arredores da Igreja da Candelária, localizada no centro da cidade do Rio de Janeiro. Estreou em 30 de outubro de 2024 no streaming.
Criada por de Luis Lomenha, que também dirige ao lado de Márcia Faria e escreve em colaboração com Renata Di Carmo, Luh Maza, João Ademir e Dodô Azevedo. Conta com Andrei Marques, Samuel Silva, Patrick Congo e Wendy Queiroz nos papéis principais.

## Enredo
Inspirada em um dos crimes mais impactantes da História do Brasil, a trama explora as 36 horas que precederam a chacina sob a perspectiva de quatro crianças em situação de rua. 

## Elenco
- Andrei Marques como Jesus
- Patrick Congo como Sete
- Wendy Queiroz como Pipoca
- Samuel Silva como Douglas
- Bruno Gagliasso como Jorge
- Maria Bopp como Luna Baviera
- Stepan Nercessian como Juliano
- Leandro Firmino como Paulo (Paulinho)
- Felipe Rocha como Silvio Daniel
- Adriano Garib como Ricardo Tavares
- Antônio Pitanga como Célio
- Caco Ciocler como Padre Moisés
- Bella Camero como Adriana
- Vinícius de Oliveira como Breno
- Amir Haddad como Profeta Toni
- Leandro Santana  como Bicheiro
- Maria Ibraim como Jéssica
- Isabele Vicente como Cristina
- Péricles como pai de Douglas